# Исландия на летних Олимпийских играх 1968
Исландия принимала участие в Летних Олимпийских играх 1968 года в Мехико (Мексика), но не завоевала ни одной медали. Делегация состояла из 8 спортсменов (6 мужчин и 2 женщины), принявших участие в 15 соревнованиях трёх видов спорта. Самый молодой спортсмен сборной — Эллен Ингвадоттир (англ. Ellen Ingvadóttir) в возрасте 15 лет, самый старший — Гудмундур Херманнссон (пол. Guðmundur Hermannsson) в возрасте 43 лет.

## Лёгкая атлетика
Прыжки в высоту. Мужчины.
- Ян Олафссон[пол.] — 2,06 м (квалификация, не прошёл)[2].

Толкание ядра. Мужчины.
- Гудмундур Херманнссон[пол.] — 17,35 м (квалификация, не прошёл)[3].

## Плавание
100 метров вольным стилем. Мужчины.
- Гудмундур Гисласон[англ.] — 58,6 секунд (7-й в заплыве, не прошёл)[4].

100 метров вольным стилем. Женщины.
- Храфихильдур Гудмундсдотир[англ.] — 1:06,3 мин. (7-я в заплыве, не прошла)[5].

200 метров вольным стилем. Женщины.
- Храфихильдур Гудмундсдотир[англ.] — 2:28,5 мин. (7-я в заплыве, не прошла)[6].

100 метров брассом. Мужчины.
- Лейкнир Йоссон[англ.] — 1:16,3 мин.(5-й в заплыве, не прошёл)[7].

100 метров брассом. Женщины.
- Эллен Ингвадоттир[англ.] — 1:22,6 мин. (6-я в заплыве, не прошла)[8].

200 метров брассом. Мужчины.
- Лейкнир Йоссон[англ.] — 2:48,8 мин. (6-й в заплыве, не прошёл)[9].

200 метров брассом. Женщины.
- Эллен Ингвадоттир[англ.] — 2:58,2 мин. (6-я в заплыве, не прошла)[8].

100 метров баттерфляем. Мужчины.
- Гудмундур Гисласон[англ.] — 1:03,3 мин. (6-й в заплыве, не прошёл)[10].

200 метров комплексным плаванием. Мужчины.
- Гудмундур Гисласон[англ.] — 2:24,1 мин. (5-й в заплыве, не прошёл)[11].

200 метров комплексным плаванием. Женщины.
- Эллен Ингвадоттир[англ.] — 2:43,1 мин. (4-я в заплыве, не прошла)[12];
- Храфихильдур Гудмундсдотир[англ.] — 2:44,3 мин. (5-я в заплыве, не прошла)[12].

400 метров комплексным плаванием. Мужчины.
- Гудмундур Гисласон[англ.] — 5:20,2 мин. (7-й в заплыве, не прошёл)[13].

## Тяжёлая атлетика
Средний вес
- Оскар Сигурпалссон: жим — 145,0 кг; рывок — дисквалификация[14].